# 保羅·孔恩
保羅·莫立茲·孔恩（Paul Moritz Cohn，1924年1月8日—2006年4月20日），皇家科學會成員，是英國倫敦大學學院的數學教授，著有多本代數方面的教科書。他的研究領域主要是代數，特別是非交換環。

## 家族與早年時期
孔恩是一個猶太家庭的獨子，他的父親詹姆士·孔恩經營進口業，他的母親茱利亞是一位教師。孔恩的父母都生於漢堡，祖父母亦是。孔恩的父親曾參加第一次世界大戰，受傷數次，並被授予鐵十字勳章。在漢堡有一條街以他的母親的名字命名做紀念。
孔恩出生時，他的父母與他的外祖母一起住在Isestraße。他的外祖母於1925年十月去世，之後孔恩一家在Lattenkamp租了一間新房子，那時孔恩上了幼稚園。之後，在1930年4月，孔恩轉到Alsterdorfer Straße 學校，沒多久，孔恩有了一位新老師，這位老師是一個納粹支持者，他會對孔恩挑毛病並且處罰孔恩，因此，在1931年，孔恩轉學到他母親任教的學校。
1933年，納粹黨崛起，孔恩父親的事業被沒收，母親則被解雇。孔恩轉學至一間名叫Talmud-Tora-Schule的猶太學校。1937年年中，孔恩一家搬家到Klosterallee，Klosterallee比較靠近學校、猶太教堂，是一個猶太區域。孔恩的德文老師是Ernst Loewenberg博士，他是詩人Jakob Loewenberg的兒子。
1938年9月10日夜間，孔恩的父親被逮捕並被抓到薩克森豪森集中營。四個月後，孔恩的父親被釋放，但被要求移民。孔恩於1939年5月前往英國，並在一間養雞場工作。但是，孔恩從此未能與他的父母見面。直到1941年，孔恩仍與他的父母保持一定的聯絡。在戰爭結束前夕，孔恩獲曉他的父母在1941年12月6日被驅逐至拉脫維亞的里加，而且從未返回。1941年年底，養雞場歇業。孔恩受訓成為一位工程師，並在一間工廠工作了4年半。之後，他通過了劍橋大學入學考試，進入三一學院就讀。

## 工作生涯
孔恩在1948年自劍橋大學獲得數學學士學位，在1951年獲得博士學位（導師 Philip Hall）。而後一年，他在法國南錫大學任職高級研究員（博士後），後來他在曼徹斯特大學任講師。1961～1962他是耶魯大學的訪問教授，而在1962年間，他亦在加州大學柏克萊分校。回到英國後，他成為了瑪莉皇后學院的高級講師（Reader）。1964年他訪問了芝加哥大學，1967年他訪問了紐約州立大學石溪分校（SUNY）。在那之後，他被認為是世界代數學家中的領頭人。
1968年，他擔任了Bedford學院數學系的系主任。他曾訪問過美國、加拿大、巴黎、（印）德里、（以）海法以及（德）比勒費爾德。在1972年，孔恩獲得由MAA（美國數學協會）頒發的福特獎，在1974年獲得由倫敦數學會頒發的Senior Berwick獎。
在1980年代早期，由於資金的斷絕，使得倫敦大學的一些小學院必須關門，於是在1984年孔恩與兩位環論專家，Bill Stephenson與Warren Dicks一起從Bedford學院轉任到大學學院。1986年，孔恩擔任了Astor Professor of Mathematics，而後孔恩持續訪問各大學，例如1986年他訪問了阿伯他大學，1987年訪問了Bar Ilan大學。孔恩於1989年退休，任職為榮譽教授與高級研究員，仍十分活躍地進行研究。
1982年至1984年，孔恩擔任了倫敦數學會的主席。在這之前，孔恩曾於1965年至1967年擔任學會秘書，而分別在1968～1971年、1972～1975年及1979～1982年擔任學會理事。孔恩在1968～1977年及1980～1993年擔任學會專著主編。1980年孔恩被推選為皇家學會會士，並於1985～1987年擔任皇家學會理事。在1977年～1980年孔恩擔任科學研究理事會數學分會的成員。在1988～1989年，孔恩擔任了國家數學委員會的主席。

## 數學研究
孔恩撰寫了近200篇的論文。孔恩在代數各領域作了許多研究，特別是非交換環理論。孔恩的第一篇論文於1952年發表，內容涵蓋了許多題目。他推廣了 Wilhelm Magnus的一個定理，並對張量空間的結構作了許多研究。1953年，他與Kurt Mahler合作，發表了關於pseudo-valuations的研究論文。1954年他發表了他在李代數上的工作。
接下來的一年，他研究的領域涵蓋了群論、域論、李環、半群、交換群及環論。他的第一本書是關於李代數的研究，出版於1957年。之後，他轉向研究約當代數、李可除環、歪體、自由理想環以及非交換唯一分解域。1958年，他出版了他的第二本書《Linear Equations》。他的第三本書《Solid geometry》出版於1961年。1965年出版了《Universal algebra》（第二版出版於1981年）。之後，他轉往研究非交換環理論與代數理論。
孔恩的專著《Free rings and their relations appeared》出版於1971年，內容主要是孔恩及其他數學家在自由結合代數極其相關的環類，特別是自由理想環的工作。他將自己在將環嵌入到一個歪體的工作結果寫進了這本專著。擴充第二版出版於1985年。
孔恩亦編寫大學教科書，《Algebra》第一冊出版於1974年，第二冊出版於1977年。《Algebra》第二版共分三冊，在1982～1990年間出版。

## 私人生活
孔恩的業餘興趣是語源學，他還翻譯數學論文為西班牙文、義大利文、俄文以及中文。1958年他與Deirdre Finkel結婚，孔恩夫婦有兩個女兒。

## 著作
- Lie Groups (1957)
- Universal Algebra (1965, 1981)
- Free Rings and Their Relations (1971, 1985)
- Algebra I (1974, 1982)
- Algebra II (1977, 1989)
- Algebra III (1990)
- Algebraic Numbers and Algebraic Functions (1991)
- Elements of Linear Algebra (1994)
- Skew Fields, Theory of General Division Rings (in Encyclopedia of Mathematics and its *Applications, vol 57, 1995)
- Introduction to Ring Theory (2000)
- Classic Algebra (2000)
- Basic Algebra (2002)
- Further Algebra and Applications (2003)
- Oxford Dictionary of National Biography (contributor, 2004)
- Free Ideal Rings and Localization in General Rings (2006)